# Giovanni Benedetto Castiglione

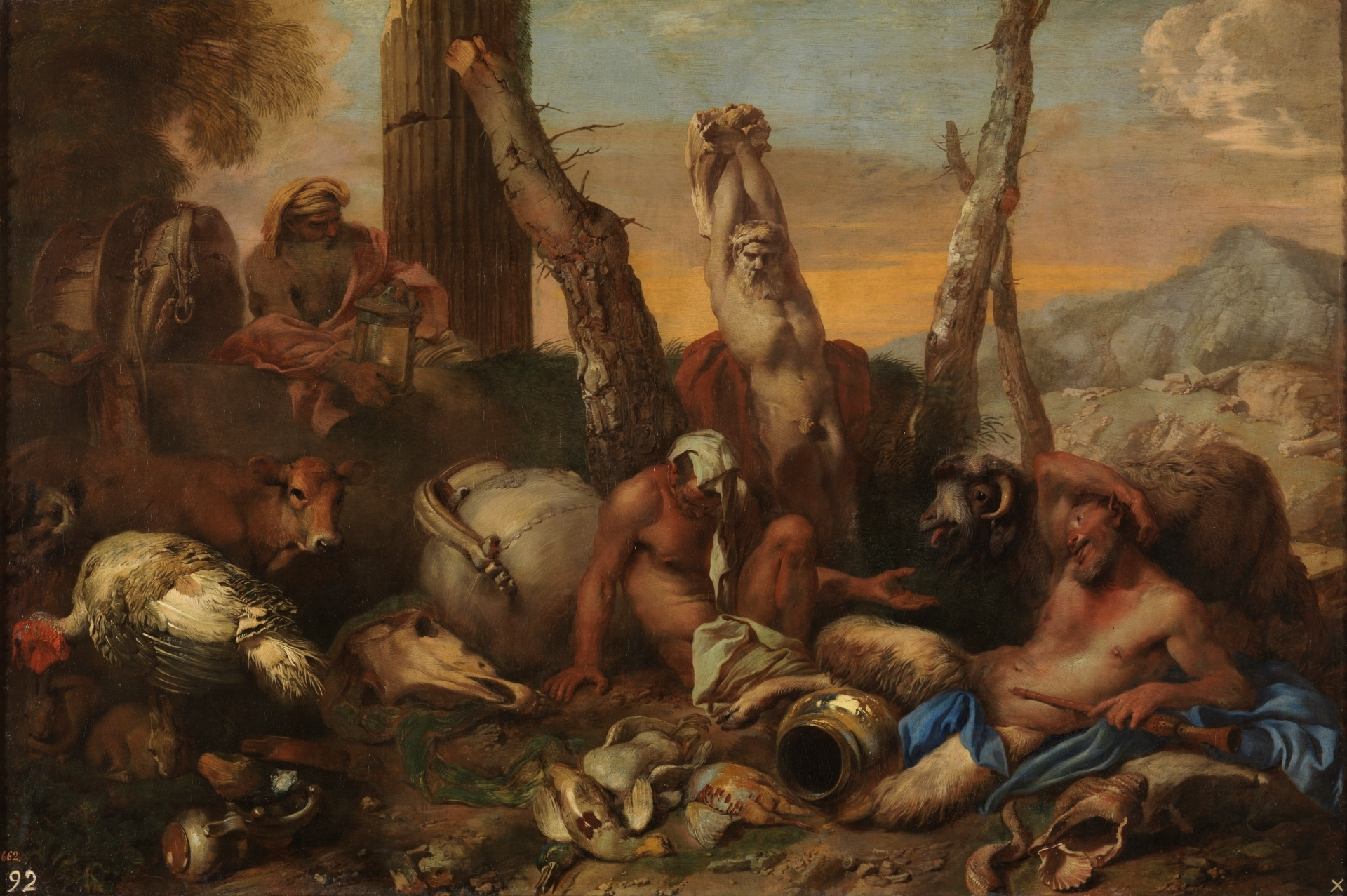
Giovanni Benedetto Castiglione, Diogenes poszukujący dobrego człowieka

Giovanni Benedetto Castiglione, zw. Il Grechetto (ur. w 1609 w Genui, zm. 5 maja 1664 w Mantui) – włoski malarz, akwaforcista i rysownik okresu baroku.
Urodził się w 1609, ochrzczony 23 marca. Działał w Genui, Wenecji i Rzymie. Od 1648 był malarzem nadwornym w Mantui. Malował obrazy religijne, mitologiczne, sceny rodzajowe, pejzaże i portrety. Pozostawał pod wpływem van Dycka, Rubensa i Strozziego. Wywarł duży wpływ m.in. na Fragonarda i G. Tiepola. Przypisuje mu się wynalezienie monotypii. Jego syn Francesco Castiglione (zm. 1716) również był malarzem.

## Wybrane dzieła
- Chrystus ukrzyżowany obejmujący św. Bernarda (po 1642) – Genua, Santa Maria della Cella e San Martino
- Deukalion i Pyrra (1655) – Berlin, Gemaeldegalerie
- Diogenes poszukujący dobrego człowieka przy świetle lampy – Madryt, Prado
- Ekstaza św. Franciszka – Princeton, Kolekcja Barbary Piaseckiej-Johnson
- Jezus wypędzający kupców ze świątyni – Paryż, Luwr
- Maria Niepokalana adorowana przez świętych (1649-50) – Minneapolis, Institute of Arts
- Omnia vanitas (1647-49) – Kansas City, The Nelson-Atkins Museum of Art
- Pasterka Spako z malutkim Cyrusem (1651-59) – Dublin, Narodowa Galeria Irlandii
- Pochód zwierząt do arki – Drezno, Gemaeldegalerie
- Pokłon pasterzy (1645-50) – Paryż, Luwr
- Pokłon pasterzy (1645) – Genua, San Luca
- Powrót Jakuba do domu – Drezno, Gemaeldegalerie
- Stworzenie zwierząt – Princeton, Kolekcja Barbary Piaseckiej-Johnson